# Карл Альберт
Карл Альберт (итал. Carlo Alberto di Savoia; 2 октября 1798, Турин — 28 июля 1849, Порту, Португалия) — король Сардинского королевства в 1831—1849 годах, взошедший на трон после смерти своего кузена Карла Феликса.

## Биография
Принадлежал к кариньянской ветви Савойского дома. Он был сыном Карла Эммануила Савойского-Кариньян и Марии Кристины Саксонской. Получил либеральное образование в Женеве, Бурже и в Париже, где проникся революционными идеями. При Наполеоне был назначен младшим лейтенантом драгунов. После Венского конгресса 1814 года вернулся к своей семье.
В 1817 году он женился на Марии Терезе Тосканской (1801—55), младшей дочери Фердинанда III Тосканского. В этом браке родилось трое детей:
- Виктор Эммануил II (1820—1878),
- Фердинанд (1822—1855), герцог Генуи,
- Мария Кристина (1826—1827).

Карл Альберт играл важную роль во время волнений в Пьемонте в 1821 году. После отречения Виктора Эммануила I он выполнял роль регента (13 марта 1821 года) при новом короле Карле Феликсе, который находился в то время в Модене. Он провозгласил конституцию и установил временную хунту, но через несколько дней был вынужден отступить из-за угрозы австрийского вмешательства.
Сосланый в Тоскану, он долгое время оставался в немилости. В 1823 году он участвовал в сражении при Трокадеро гражданской войны в Испании на стороне консерваторов.

## Царствование
Карл Альберт был провозглашен сардинским королём после смерти своего кузена Карла Феликса, не имевшего законных наследников, и пресечения старшей линии Савойской династии.
После вступления на престол он принял важные реформы, создал Совет Государства, восстановил провинциальные советы. Он приказал переписать кодекс гражданских и криминальных законов и реорганизовал армию. В октябре 1847 он провозгласил создание кассационного суда. Отныне муниципальные советы стали выборными, а провинциальные ассамблеи формировались из дворянства, которое управляло провинциями под присмотром королевских управляющих.
27 августа 1831 года был награждён орденом Св. Андрея Первозванного.
В 1836 году по его приказу городки Конфлант и Опиталь были объединены в один город, названный Альбертвиль в его честь. Он поддерживал науку и искусство, заботился об экономическом развитии страны.
Карл Альберт упразднил феодальную систему и модернизировал королевство, но показал себя менее заинтересованным в либеральных началах. В 1831 он отказался принять идеи Мадзини, который выступал за объединение Италии. Были подавлены мятежи в Шамбери, Турине, Генуе и Алессандрии. В 1834 был сослан республиканец Джузеппе Гарибальди.
Тем не менее после Февральской революции 1848 он упразднил абсолютную монархию и утвердил 4 марта 1848, Альбертинский статут, новую либеральную и демократическую конституцию: разделение власти между королём и двумя ассамблеями.

### Поражение в Австро-итальянской войне
См.также Австро-итальянская война 1848—1849
К 1848 году Италия состояла из 8 государств с монархическим правлением. Все они, за исключением Сардинского королевства, находились в зависимости от Австрийской империи. В 1848—1849 годах в Италии произошла буржуазная революция. Патриоты Италии выступали за изгнание австрийских войск, уничтожение проавстрийски настроенных монархий и объединение всех итальянских государств вокруг Пьемонта во главе с Карлом Альбертом.
Австрийские войска во главе с маршалом Йозефом Радецким начали силой подавлять вспыхнувшую революцию. Карл Альберт показал себя талантливым полководцем выиграв битвы при Пастренго, Гоито, Риволи, но без поддержки Ломбардцев его войска были разбиты Йозефом Радецким при Сан-Донато и Кустоцце. 6 августа 1848 года Радецкий занял Милан. 9 августа воюющие стороны подписали перемирие, по условиям которого в Северной Италии сохранялся австрийский оккупационный режим.
Поведение победителей-австрийцев вызывало сильное возмущение в Италии и Карл Альберт стал не на шутку опасаться за собственный престол. Пытаясь найти выход, он нарушил перемирие и объявил войну Австрийской империи, надеясь в случае успеха стать во главе объединённой Италии. Эта попытка оказалась безуспешной, после нескольких битв его армия была полностью разбита. 26 марта он подписал с Радецким перемирие, по которому Австрия сохраняла власть в Ломбардо-Венецианском королевстве. 6 августа в Милане был заключён мирный договор, по которому Вена получила от побеждённого Сардинского королевства (Пьемонта) контрибуцию в 65 миллионов франков.
Карл Альберт Савойский отрекся от престола в пользу своего сына Виктора Эммануила и покинул Италию. В том же 1849 году, в Порту (Португалия) он скончался от болезни.